# Provincia de Yalova
Yalova es una de las 81 provincias de Turquía.
- Superficie: 403 km²
- Población (2000): 168.593
- Densidad de población: 418,34 hab/km²

- Distritos (ilçeler):
  - Altınova
  - Armutlu
  - Çınarcık
  - Çiftlikköy
  - Termal
  - Yalova

Provincia situada en el noroeste de Turquía, dentro del mar de Mármara. Limita al sur con la provincia de Bursa, y al oeste con la provincia de Kocaeli. La capital provincial es Yalova.

## Enlaces
- Sitio web del Gobernador.
- Yalova Veteriner Kliniği
- Yalova Veteriner

- Datos: Q483083
- Multimedia: Yalova Province / Q483083